# Engelmar Unzeitig
Boldog Engelmar Unzeitig (Hradec nad Svitavou, 1911. március 1. – Dachaui koncentrációs tábor, 1945. március 2.) boldoggá avatott római katolikus szerzetespap, Dachau angyalaként tisztelt vértanú.

## Élete
Engelmar Unzeitig, eredeti nevén Hubert Unzeitig 1911. március 1-jén született az akkor Greifendorfban, a mai Hradec nad Svitavouban. Általános iskolai tanulmányai után szülei gazdaságában dolgozott, mivel apja az első világháborúban hadifogságban tífuszban meghalt, s édesanyjának egyedül kellett eltartania őt és öt testvérét. 
MIsszionárius akart lenni, ezért 17 évesen belépett a Mariahilli misszionáriusok közösségéhez. Ekkor kapta az Engelmar szerzetesi nevet. Teológiai tanulmányait Würzburgban 1934-ben kezdte meg. 1939. szeptember 15-én szentelték pappá. Az ekkor már megkezdődött második világháború megakadályozta azt, hogy misszionáriusként külföldre menjen, ezért először Schloss Riedeggben, majd Zvonková (német Glöckelberg) lelkésze lett. 
Prédikációiban folyamatosan tiltakozott a zsidóüldözés, valamint a hitoktatás betiltása ellen. 1941. április 21-én, a Gestapo rosszindulatú megjegyzések és a zsidók támogatása vádjával letartóztatta. Tárgyalás nélkül tartották hat héten keresztül Linzben börtönben, majd ítélet nélkül a dachaui koncentrációs tábor papi blokkjának rabja lett. Itt elkezdett oroszul tanulni, hogy a kelet-európai foglyokon is tudjon segíteni. A táboron belül szentnek és Dachau angyalának nevezték, hiszen önként ápolta a betegeket és szenvedőket, mindig kész volt testileg és lelkileg erősíteni őket. A táborból több mint hatvan levelet juttatott el testvérének, amelyben egyértelműen tudatában van és vállalja a vértanúságot. Ezekben újra és újra a szeretet továbbadásáról beszél.
1944 telén a koncentrációs táborban tífuszjárvány tört ki, ahol önként felajánlotta segítségét a betegek ápolásában. Végül ő is megfertőződött a tífuszosok között, és 1945. március 2-án, néhány héttel a tábor felszabadítása előtt hunyt el. Hamvait kicsempészték a táborból és a würzburgi temetőben temették el. 1968-ban urnáját áthelyezték a würzburgi Szent Szív templomba.

## Tisztelete
Engelmar atya tisztelete közösségében és a felszabadult tábor rabjai között fennmaradt. Már életében Dachau angyalaként tisztelték. Boldoggá avatási eljárásának egyházmegyei szakasza 1991-ben indult el. XVI. Benedek pápa 2009-ben ismerte el hősies erényeit, amitől kezdve megillette a Tiszteletre méltó elnevezés. 2016. január 22-én Ferenc pápa elismerte vértanúságának tényét, amely feltétele volt a boldoggá avatásnak. 
Boldoggá avatására 2016. szeptember 24-én került sor, Würzburgban. A szertartást Ferenc pápa megbízásából a Szentek Ügyeinek Kongregációja vezetője Angelo Amato bíboros végezte. 

## Fordítás
- Ez a szócikk részben vagy egészben  az   Engelmar Unzeitig című német Wikipédia-szócikk fordításán alapul.  Az eredeti cikk szerkesztőit annak laptörténete sorolja fel. Ez a jelzés csupán a megfogalmazás eredetét és a szerzői jogokat jelzi, nem szolgál a cikkben szereplő információk forrásmegjelöléseként.